# Intrige (Film)
Intrige (Originaltitel: J’accuse) ist ein französisch-italienisches Historiendrama des Regisseurs Roman Polański, der gemeinsam mit dem britischen Schriftsteller Robert Harris auch das Drehbuch nach dessen Roman Intrige verfasste. Der Film mit Jean Dujardin und Louis Garrel in den Hauptrollen behandelt die Dreyfus-Affäre und gewann bei seiner Weltpremiere im Wettbewerb der Filmfestspiele von Venedig 2019 den Großen Preis der Jury und war für den Europäischen Filmpreis 2019 nominiert. Intrige startete am 13. November 2019 in den französischen und am 6. Februar 2020 in den deutschen Kinos.

## Handlung
Alfred Dreyfus, ein jüdischer Offizier der französischen Armee  mit vielversprechenden Karriereaussichten, wird am 5. Januar 1895 wegen angeblicher Spionage für Deutschland zu lebenslanger Haft auf der Teufelsinsel im Atlantik vor Französisch-Guayana verurteilt. Zu den Zeugen seiner öffentlichen Verurteilung und Demütigung gehört Marie-Georges Picquart, der einst Dreyfus in der Offiziersausbildung als Schüler hatte und wenig später zum Leiter der militärischen Spionageabwehreinheit befördert wird – jener Behörde, die Dreyfus überführt hat. Bald nach seinem Antritt im neuen Amt wird Picquart auf den Offizier Ferdinand Esterházy aufmerksam, der offenbar Geheimnisse an die Deutschen gegen Geld verrät. Im Laufe seiner Ermittlungen entdeckt er verblüfft, dass die Handschrift von Esterházy auf einem Schreiben exakt der auf einem anderen gleicht, das eigentlich Dreyfus zugeordnet wurde und als wichtigster Beweis für dessen Betätigung als deutscher Spion galt. Picquart muss feststellen, dass Dreyfus ohne wirkliche Beweise verurteilt wurde, und wird auf ein von Antisemitismus durchzogenes System aus Betrug und Korruption aufmerksam. Seine Untergebenen in der Spionageabwehreinheit, allen voran der sturköpfige Major Hubert-Joseph Henry, wollen die Fehler vertuschen und sind bald feindlich gegenüber ihrem neuen Vorgesetzten eingestellt.
Picquart wendet sich an seine vorgesetzten Generäle, die zwar die Richtigkeit seiner Ermittlungen nicht abstreiten, aber die Fehler ignoriert wissen wollen und denen Schuld oder Unschuld des weiter auf der Teufelsinsel sitzenden Dreyfus egal ist. Picquart kann das nicht mit seinem Gewissen vereinbaren und ermittelt weiter, woraufhin er von seinen Vorgesetzten auf eine Inspektionsreise geschickt wird, um seine Untersuchungen nicht weiter verfolgen zu können. Als Picquart nach längerer Zeit eigenmächtig nach Paris zurückkehrt, werden immer härtere Intrigen gegen ihn geschmiedet. So wird er mithilfe gefälschter Dokumente beschuldigt, die Beweise gegen Esterházy manipuliert zu haben, um Dreyfus zu entlasten, und schließlich selbst verhaftet. Auch seine langjährige Affäre mit Pauline Monnier, der Frau eines Freundes, wird aufgedeckt und ausgeschlachtet.
Allerdings regen sich insbesondere unter den französischen Intellektuellen kritische und stärker werdende Stimmen gegen die Vorgänge im Militär. Der berühmte Schriftsteller Émile Zola löst mit seinem Zeitungsartikel J’accuse Entwicklungen aus, durch die Dreyfus von der Teufelsinsel zurückgeholt wird und in einem zweiten Prozess seine Unschuld beweisen kann. Picquart sagt als Zeuge zu Gunsten von Dreyfus aus, um diesen zu rehabilitieren. Er siegt auch in einem Duell gegen Major Henry, der wenig später selbst wegen Beweisfälschungen wie der Le faux Henry inhaftiert wird und im Gefängnis Suizid begeht. Trotz dieser Entwicklungen halten die Oberen des Militärs starrköpfig an der angeblichen Schuld von Dreyfus fest und spielen dafür auch mit antisemitischen Vorurteilen. Die Bevölkerung ist zu einem großen Teil auf der Seite der Armee und viele der Dreyfus-Unterstützer agieren unter großer persönlicher Gefahr. So ist Picquart monatelang inhaftiert, Zola wegen seiner angeblichen Lügen verurteilt und der Anwalt Fernand Labori wird bei einem Attentat schwer verletzt. Am Ende des Prozesses wird Dreyfus trotz fehlender Beweise immer noch für schuldig befunden, erhält aber mildernde Umstände zugebilligt, seine Haftstrafe wird auf zehn Jahre Festungshaft reduziert. Kurz darauf begnadigte ihn die Regierung Waldeck-Rousseau. Erst am 12. Juli 1906 hob der Kassationsgerichtshof das Urteil gegen Dreyfus auf und rehabilitierte ihn vollständig.
Picquart wird aus dem Gefängnis entlassen und profitiert in seiner späteren Karriere sogar von der Dreyfus-Affäre, er wird Kriegsminister. Dreyfus wird zwar auch zum Major ernannt, der Aufstieg in die höchsten Ämter des Militärs bleibt ihm aber verwehrt, da ihm – anders als Picquart – die erzwungenermaßen außerhalb der Armee verbrachten Jahre nach seiner Rehabilitierung nicht für die Laufbahn angerechnet wurden. Als Dreyfus Picquart im Ministerium aufsucht, um ihn um die entsprechende Beförderung zu bitten, schlägt Picquart dies mit der Begründung aus, dass dafür eine Gesetzesänderung nötig sei, die aufgrund des zu erwartenden politischen Streits „nicht machbar“ sei.  Zur Verabschiedung entschuldigt sich Picquart für seine passive Rolle zu Beginn der Affäre. Dreyfus erwidert, Picquart habe dies wieder gutgemacht, sei allerdings nicht wegen Dreyfus Minister geworden, sondern weil er seine Pflicht getan habe.

## Hintergrund

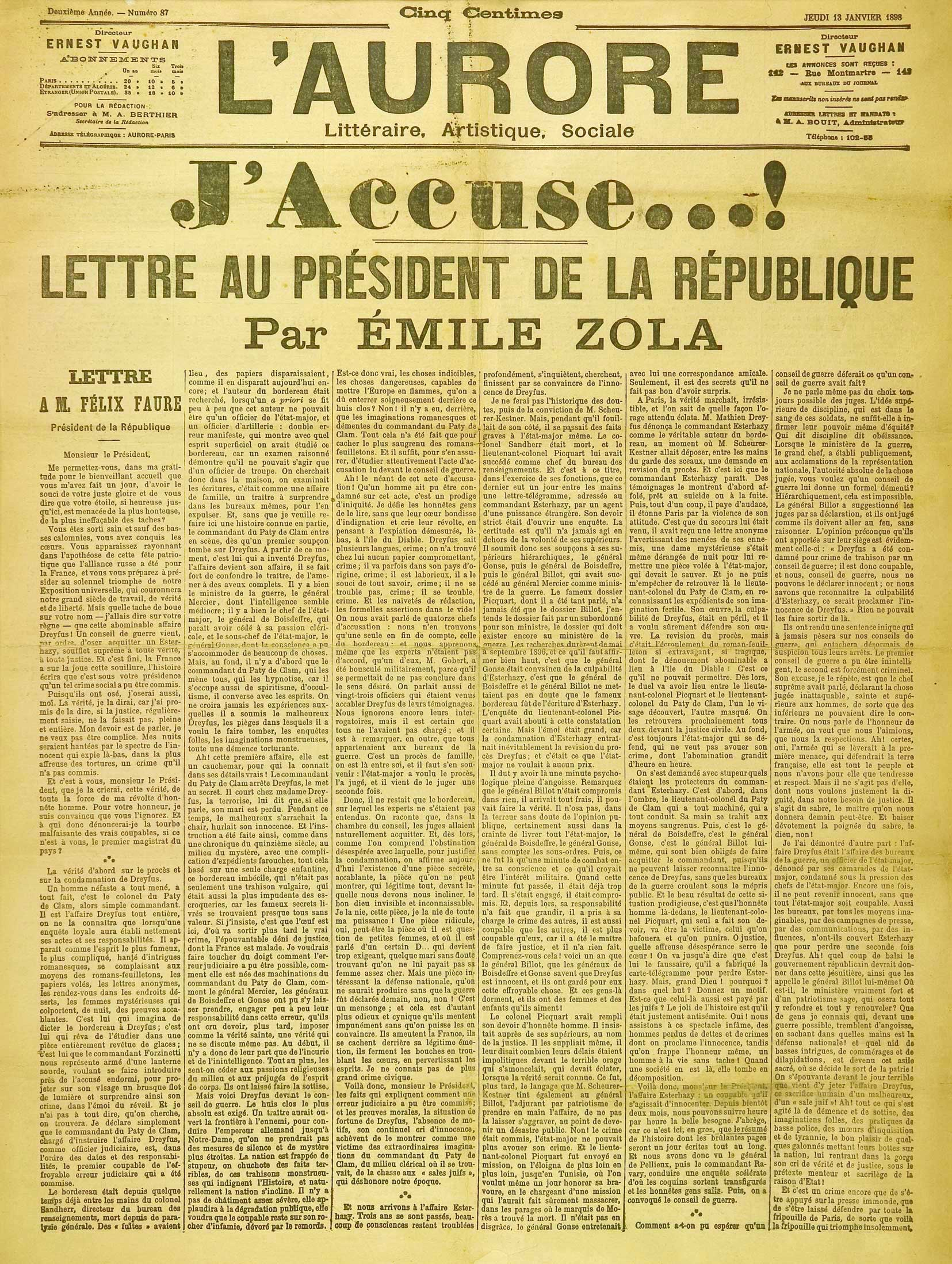
Der Offene Brief J’accuse

J’accuse…! (französisch für Ich klage an …!) ist der Titel eines offenen Briefs des französischen Schriftstellers Émile Zola an Félix Faure, den damaligen Präsidenten der Französischen Republik, um diesen und die Öffentlichkeit über die wahren Hintergründe der Dreyfus-Affäre zu informieren. Der Brief erschien am 13. Januar 1898 in der Tageszeitung L’Aurore und verursachte einen großen politischen und gesellschaftlichen Skandal. In den deutschen Sprachgebrauch ist J’accuse als Bezeichnung für eine mutige öffentliche Meinungsäußerung gegen Machtmissbrauch eingegangen.

## Produktion

### Stab und Besetzung
Regie führte Roman Polański. Der Film basiert auf dem Roman Intrige (Originaltitel An Officer and a Spy) des britischen Schriftstellers Robert Harris aus dem Jahr 2013, der von Harris und Polański für die Leinwand adaptiert wurde. Harris war 2014 für den Roman mit dem Walter Scott Prize ausgezeichnet worden. Gemeinsam hatten beide zuvor bereits Der Ghostwriter realisiert. Polański erklärte, die Dreyfus-Affäre, die sich in Rechtsfehlern, Justizirrtümern und Antisemitismus äußerte und Frankreich auseinanderriss, sei noch immer ein Symbol für die Ungerechtigkeit, zu der die politischen Autoritäten im Namen des nationalen Interesses fähig seien.
Louis Garrel übernahm die Rolle von Alfred Dreyfus, dessen ungerechtfertigte Verurteilung wegen Landesverrats 1894 die Dreyfus-Affäre auslöste. Jean Dujardin spielt den Offizier und späteren Kriegsminister Marie-Georges Picquart, Vincent Grass den französischen Général de division Jean-Baptiste Billot. In weiteren Rollen sind Emmanuelle Seigner, Grégory Gadebois, Olivier Gourmet, Melvil Poupaud und Mathieu Amalric zu sehen. Polanski selbst hat einen Cameo-Auftritt als Zuhörer bei einem Konzert.
Für Kameramann Pawel Edelman ist es der siebte Film seit 2002, den er zusammen mit Polański gedreht hat.

### Dreharbeiten und Filmmusik

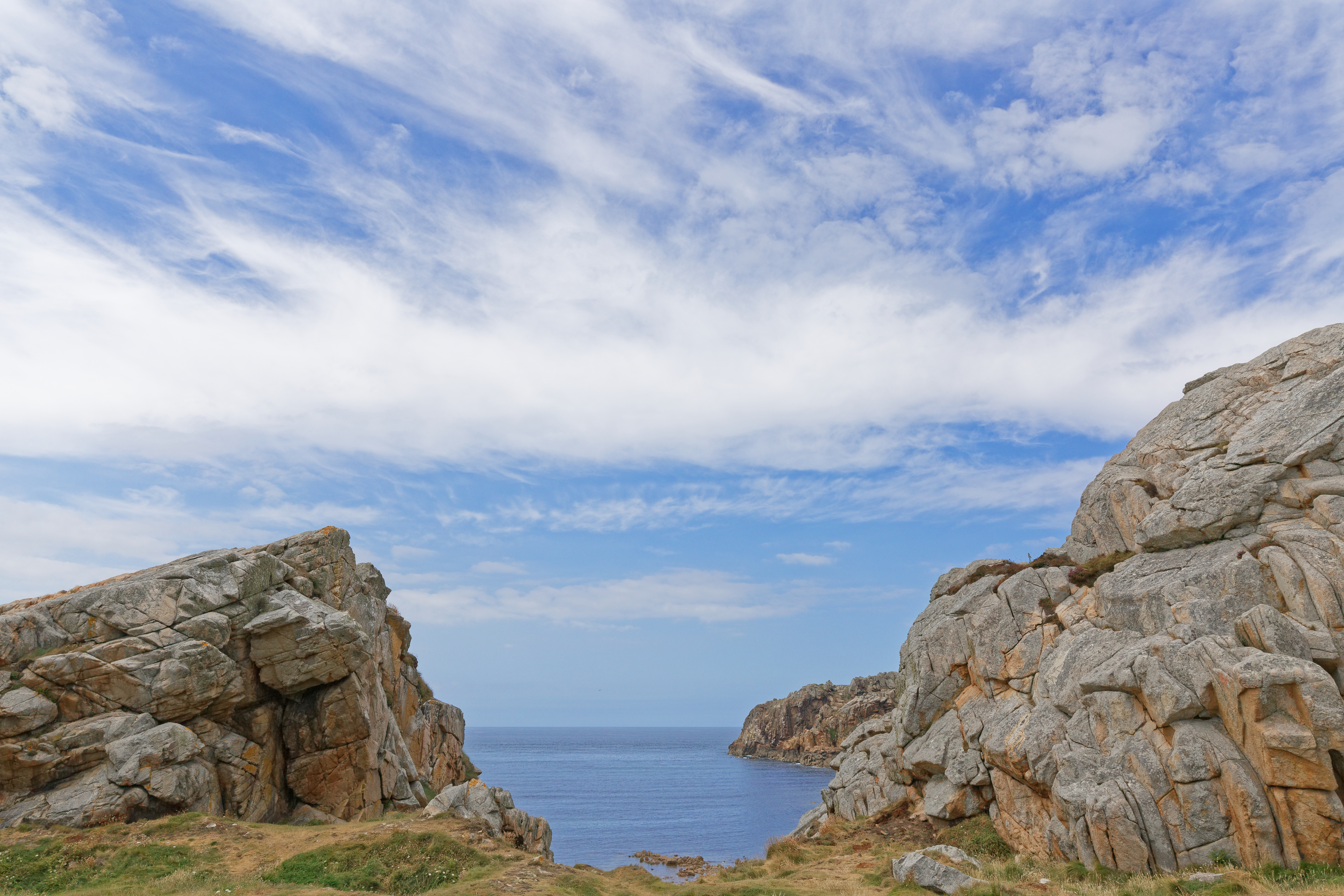
Pointe de Primel, Drehort für die Szenen auf der Teufelsinsel

Die Dreharbeiten fanden zwischen dem 26. November 2018 und dem 7. März 2019 in Paris sowie an der Felsformation Pointe de Primel in der Gemeinde Plougasnou im Norden der Bretagne, in der Gemeinde Moret-Loing-et-Orvanne im Département Seine-et-Marne und in Beynes statt. Als Kameramann fungierte Paweł Edelman.
Die Filmmusik komponierte Alexandre Desplat. Intrige ist Polanskis fünfter Film, für den Desplat die Musik geschrieben hat. Der Soundtrack, der insgesamt zwölf Musikstücke umfasst, darunter auch zwei Passagen aus Gabriel Faurés  Klavierquartett Nr. 2, Op. 45, wurde am 8. November 2019 von Warner Classics auf CD und als Download veröffentlicht. Es spielen Aurelien Sabouret, Estelle Vilotte, Hugues Borsarello und Alain Planès. Picard spielt nach seiner Rückkehr nach Paris an seinem Klavier eine Passage aus Camille Saint-Saëns’ Der Schwan.

### Veröffentlichung
Am 30. August 2019 feierte der Film seine Premiere im Wettbewerb der Filmfestspiele von Venedig und gewann den Großen Preis der Jury (Silberner Löwe). Am 13. November 2019 kam er in die französischen und am 6. Februar 2020 im Verleih von Weltkino in die deutschen Kinos. Der US-Kinostart erfolgte am 8. August 2025.

## Rezeption

### Kritiken
Von den bei Rotten Tomatoes aufgeführten Kritiken sind 80 Prozent positiv.
Die Vorstellung des Films in Venedig hatte im Vorfeld zu Irritationen und kontroversen Reaktionen wegen der Vergewaltigungsanklagen gegen Polanski geführt, so unter anderem bei der Jury-Präsidentin Lucrecia Martel und in der amerikanischen Presse. Der Film wurde jedoch im Wettbewerb von Presse und Premierenpublikum mit großem Beifall aufgenommen.
Hanns-Georg Rodek von der Welt konstatiert: „Er ist ein Historiendrama der aufwendigen Sorte, mit einem überzeugenden Jahrhundertwende-Paris, Hunderten von Statisten und verschwenderisch in Szene gesetzten Kostümen. Es ist eine Art historische Enthüllungsgeschichte“.
Andreas Borcholte nennt den Film in Spiegel Online „ein beeindruckend präzise inszeniertes, packendes Historiendrama“. Polanskis Film kommentiere wie kein anderer im Wettbewerb „das drohende Kippen des gegenwärtigen gesellschaftspolitischen Diskurses in überkommen geglaubte Faschismusmuster“ und „gerade jetzt, da überall in Europa verstärkt Juden und Migranten diskriminiert und verfolgt werden, wirkt die Erinnerung an diesen Fall von staatlich sanktioniertem Antisemitismus wie ein Mahnruf aus der Geschichte.“
Christopher Diekhaus von der Gilde deutscher Filmkunsttheater schreibt, auch wenn der Regisseur die Thriller-Elemente nur verhalten ausschöpfe, gebe es hier und da kleine Spannungsspitzen, doch langweilig sei das Geschehen ohnehin nicht, da erstaunliche Parallelen zur Gegenwart hervorträten: „Zum einen illustriert der Film, wie einflussreiche weiße Männer ihre Machtpositionen schamlos ausnutzen und sich das Recht nach eigenem Gutdünken stricken. Zum anderen löst die beschriebene judenfeindliche Stimmung großes Unbehagen aus, wenn man bedenkt, dass antisemitische Strömungen aktuell wieder auf dem Vormarsch sind.“
Der von Polanski thematisierte Antisemitismus im Europa der Wende zum 20. Jahrhundert und der Bezug zur Gegenwart wird in den Beiträgen der meisten Kritiker angesprochen. So betont auch Chiara Ugolini von La Repubblica die Aktualität des Films angesichts eines wachsenden Antisemitismus in Europa.
Auch Glenn Kenny von rogerebert.com geht in seiner ausführlichen Filmkritik auf das Antisemitismus-Problem in der damaligen französischen Regierung, der Armee und der Gesellschaft ein. Abgesehen von der technischen Perfektion und der gestalterischen Brillanz, der souveränen Kunst des Erzählens und der Gestaltung von Spannungsbögen habe der Film, der die Qualität eines Hitchcock-Films habe, „etwas sehr Reales und Dringendes zu sagen über die Welt, in der wir heute leben“. Dass der Film, den er als „fantastisch“ bewertet, jedoch in naher Zukunft oder überhaupt je in die amerikanischen Kinos kommen werde, hält er für unwahrscheinlich.

### Auszeichnungen
Camerimage 2019
- Nominierung für den Goldenen Frosch (Paweł Edelman)[16]

César 2020

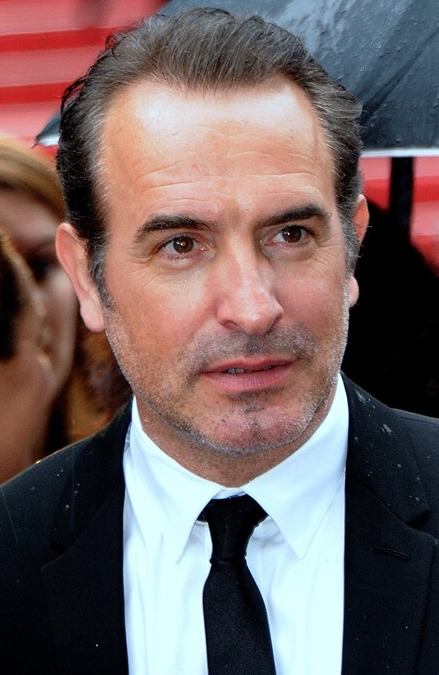
Jean Dujardin spielt Marie-Georges Picquart

- Nominierung als Bester Film (Roman Polański)
- Auszeichnung für die Beste Regie (Roman Polański)
- Nominierung als Bester Hauptdarsteller (Jean Dujardin)
- Nominierung als Bester Nebendarsteller (Grégory Gadebois)
- Nominierung als Bester Nebendarsteller (Louis Garrel)
- Auszeichnung für das Beste adaptierte Drehbuch (Roman Polanski und Robert Harris)
- Nominierung für die Beste Filmmusik (Alexandre Desplat)
- Nominierung für die Beste Kamera (Paweł Edelman)
- Nominierung für die Beste Ausstattung (Jean Rabasse)
- Nominierung für den Besten Schnitt (Hervé De Luz)
- Auszeichnung für die Besten Kostüme (Pascaline Chavanne)
- Nominierung für den Besten Ton (Lucien Balibar, Aymeric Devoldère, Cyril Holtz, Niels Barletta)[17]

Europäischer Filmpreis 2019
- Nominierung als Bester europäischer Film
- Nominierung für die Beste Regie (Roman Polański)
- Nominierung für das Beste Drehbuch (Roman Polański und Robert Harris)
- Nominierung als Bester Darsteller (Jean Dujardin)

Goya 2021
- Nominierung als Bester europäischer Film[18]

Internationale Filmfestspiele von Venedig 2019
- Auszeichnung mit dem Silbernen Löwen – Großer Preis der Jury (Roman Polański)
- Auszeichnung mit dem FIPRESCI-Preis (Roman Polański)
- Auszeichnung mit dem Green Drop Award (Roman Polański)
- Auszeichnung mit dem Premio Sorriso Diverso – Bester fremdsprachiger Film (Roman Polański)
- Nominierung für den Goldenen Löwen (Roman Polański)

Prix Lumières 2020
- Nominierung als Bester Film (Roman Polański)
- Auszeichnung für die Beste Regie (Roman Polański)
- Nominierung für das Beste Drehbuch (Roman Polański und Robert Harris)
- Nominierung als Bester Darsteller (Jean Dujardin)
- Nominierung für die Beste Kamera (Paweł Edelman)[19][20]

## Synchronisation
Die deutsche Synchronisation entstand nach der Dialogregie von Stephan Hoffmann im Auftrag der TaunusFilm Synchron GmbH, Berlin.
| Rolle            | Darsteller         | Synchronsprecher   |
| ---------------- | ------------------ | ------------------ |
| Georges Picquart | Jean Dujardin      | Torben Liebrecht   |
| Pauline Monnier  | Emmanuelle Seigner | Christin Marquitan |
| Alfred Dreyfus   | Louis Garrel       | Jaron Löwenberg    |
| Hubert Henry     | Grégory Gadebois   | Tilo Schmitz       |